# Copris hispanus
Copris hispanus (Linnaeus, 1764) è un coleottero appartenente alla famiglia degli Scarabeidi (sottofamiglia Scarabaeinae).

## Descrizione

### Adulto
C. hispanus è un insetto di medie dimensioni, oscillando tra i 15 e i 30 mm di lunghezza. Presenta un corpo tozzo, di color nero lucido, con dei solchi longitudinali sulle elitre. Al pari della specie congenerica presente in Italia, Copris lunaris, presenta un notevole dimorfismo sessuale, con i maschi che presentano un vistoso corno cefalico, più pronunciato rispetto alla specie sopracitata, che viene impiegato nelle dispute territoriali con gli altri maschi, oltre che per aggiudicarsi il diritto di accoppiarsi.

## Biologia
Gli adulti sono reperibili durante l'intero anno e sono di abitudini crepuscolari. Si possono incontrare presso i pascoli di pianura, fino a media collina. Le larve si sviluppano negli escrementi dei mammiferi.
Il metodo riproduttivo è del tutto simile a quello di C. lunaris.

## Distribuzione
C. hispanus è diffuso in Europa meridionale, Africa settentrionale e Asia paleartica, estendendosi a est fino al Pakistan.